# Neervelp
Neervelp (en français Basse-Fleppe) est une section de la commune belge de Boutersem située en Région flamande dans la province du Brabant flamand. C'était une commune à part entière avant la fusion des communes de 1965.

## Toponymie
Opvelp et Neervelp sont nés au VIIIe siècle. Les deux noms se réfèrent à la rivière Fleppe (aussi appelé Velp), qui prend sa source à Opvelp, passe par Neervelp  avant d'aboutir dans le Démer. Le nom vient probablement du Celtique falw-apa, "eau jaune", ou fel-apa, "eau impétueuse".

## Évolution démographique
- Sources : INS, Rem. : 1831 jusqu'en 1970 = recensements, 1976 = nombre d'habitants au 31 décembre.

## Histoire

### Liste des seigneurs de Neervelp
- Éveraert de Velpen, écuyer, seigneur de Opvelp, Neervelp, Heylissem et Heverlee au XIVe siècle, fils de Henri II de Velpen, dit aussi Henri II Everaerts[2],[3] et de Cécile van Goetsenhoven.
- Augustin van Velpe, dit Éveraert, seigneur d'Opvelp, Neervelp, Maillart, Houtzem, Wellebringen, est capitaine au service du roi d'Espagne et meurt en 1594. Il est le premier mari de Catherine de Tenremonde, (Famille de Tenremonde), dame du Jardin, du Sart, fille de Joachim de Tenremonde, seigneur du Gardin, de Bommale, et de Marguerite Mathy. Elle meurt en 1603 après s'être remariée[4].

### Liste des échevins de Neervelp
Au XVIIIe siècle, la famille de Muyser donna un échevin à Neervelp : Pierre de Muyser, échevin de 1753 à 1762.